# Paderno d’Adda
Paderno d’Adda – miejscowość i gmina we Włoszech, w regionie Lombardia, w prowincji Lecco.
Według danych na rok 2004 gminę zamieszkiwało 3229 osób, 1076,3 os./km².